# NGC 6879
NGC 6879 é uma nebulosa planetária na direção da constelação de Sagitta. O objeto foi descoberto pelo astrônomo Edward Pickering em 1883, usando um telescópio refrator com abertura de 15 polegadas. Devido a sua moderada magnitude aparente (+12,5), é visível apenas com telescópios amadores ou com equipamentos superiores.